# Zieglhof (Regensburg)
Zieglhof (auch Ziegelhof) ist ein amtlich benannter Gemeindeteil der kreisfreien Stadt Regensburg auf der Gemarkung Burgweinting.

## Geographie
Die Einöde liegt südlich von Burgweinting im thurn- und taxisschen Forst. Sie gehört zum Stadtbezirk 18 Burgweinting-Harting von Regensburg.

## Geschichte
Der Zieglhof war wohl eine alte Ziegelbrennerei im damaligen Weintinger Holz. Fürst Maximilian Karl von Thurn und Taxis und sein Verwalter Ernst von Dörnberg erwarben 1836 im Rahmen der Strategie der Ausdehnung des land- und forstwirtschaftlichen Grundbesitzes der Fürstenfamilie rund um Regensburg den Zieglhof vom damaligen Vorbesitzer Georg Penzing. Die „Waldschänke Forsthaus Ziegelhof“ war ein beliebtes Ziel für Sonntagsausflüge in den 1950er Jahren. Der Zieglhof diente bis Ende der 1960er Jahre als Wohnhaus des fürstlich thurn- und taxisschen Försters mit seiner Familie.
Die Gemeinde Burgweinting und mit ihr die Einöde Zieglhof wurde im Zuge der Gemeindegebietsreform 1977 in die Stadt Regensburg eingemeindet und ist seither Teil der Stadtbezirks Burgweinting-Harting.